# Антигенний дрейф
Антигенний дрейф — різновид генетичної зміни вірусів, що виникає через накопичення мутацій у вірусних генах, кодуючих поверхневі білки, що приймають антитіла . Це призводить до появи нового штаму вірусних частинок, який не ефективно інгібується антитілами, які запобігали зараженню попередніми штамами. Це полегшує поширення зміненого вірусу серед частково імунної популяції. Антигенний дрейф виникає як у вірусів грипу A так і у вірусів грипу B.
Плутанина може виникнути з двома дуже схожими термінами, антигенним зсувом і генетичним дрейфом . Антигенний зсув — це тісно пов'язаний процес який стосується більш різких змін поверхневих білків вірусу. Генетичний дрейф дуже різний і значно ширше застосований; це стосується поступового накопичення в будь-якій послідовності ДНК випадкових мутаційних змін, які не перешкоджають функціонуванню ДНК, і, таким чином, не впливають на природний відбір.
Імунна система розпізнає віруси, коли антигени на поверхнях вірусних частинок зв'язуються з імунними рецепторами, специфічними для цих антигенів. Ці рецептори можуть бути антитілами в крові або подібними білками на поверхнях клітин імунної системи. Це розпізнавання досить точне, як замок, що розпізнає ключ. Після інфекції або після вакцинації організм виробляє набагато більше цих вірусоспецифічних імунних рецепторів, які запобігають повторному зараженню саме цим штамом вірусу; це називається набутим імунітетом . Однак вірусні геноми постійно мутують, виробляючи нові форми цих антигенів. Якщо одна з цих нових форм антигену достатньо відрізняється від старого антигену, він більше не зв'язуватиметься з антитілами або імуноклітинними рецепторами, дозволяючи мутантному вірусу заразити людей, які були імунізовані до первинного штаму вірусу через попереднє зараження або вакцинацію.
Антигенний дрейф — найпоширеніший спосіб зміни вірусів грипу. Другий тип змін — антигенний зсув, коли вірус набуває абсолютно нової версії одного з своїх поверхнево-білкових генів від віддаленого вірусу грипу. Швидкість антигенного дрейфу залежить від двох характеристик: тривалості епідемії та сили імунітету господаря. Більш тривала епідемія дозволяє тримати селекційний тиск протягом тривалого періоду часу, а сильніші імунні реакції господаря підвищують селекційний тиск для вироблення нових антигенів.

## У вірусів грипу
У вірусі грипу двома відповідними антигенами є поверхневі білки, гемаглютинін та нейрамінідаза . Гемаглютинін відповідає за зв'язування та надходження в епітеліальні клітини господаря, тоді як нейрамінідаза бере участь у процесі виділення нових віріонів із клітин-господарів. Сайти, розпізнані на білках гемаглютиніну та нейрамінідази імунною системою господаря, знаходяться під постійним селективним тиском. Антигенний дрейф дозволяє ухилятися від цих імунних систем господаря невеликими мутаціями генів гемаглютиніну та нейрамінідази, які роблять білок невпізнанним для попередніх імунних рецепторів господаря. Антигенний дрейф — це безперервний процес генетичної та антигенної зміни серед штамів грипу.
У людських популяціях імунні (вакциновані) індивіди чинять селективний тиск на одноточкові мутації гена гемаглютиніну, що підвищують авідність зв'язування рецепторів, тоді як наївні індивіди чинять селективний тиск для точкових мутацій, що знижують авідність зв'язування рецепторів. Ці динамічні селекційні тиски полегшують спостережувану швидку еволюцію гена гемаглютиніну. Зокрема, 18 специфічних кодонів у домені HA1 гена гегглютиніну були ідентифіковані як позитивні селекції для зміни кодованої амінокислоти. Для вирішення проблеми антигенного дрейфу необхідні вакцини, які надають широкий захист від гетероваріантних штамів проти сезонного, епідемічного та пандемічного грипу.
Як і у всіх вірусів РНК, мутації грипу трапляються часто, оскільки вірусна РНК-полімераза не має механізму коректування, що призводить до частоти помилок від 1×10−3 до 8×10−3 заміни на кожну ділянку на рік під час реплікації вірусного геному. Мутації в поверхневих білках дозволяють вірусу ухилятися від деякого імунітету господаря, а кількість та локалізація цих мутацій, які надають найбільшу кількість імунного втечі, є важливою темою вивчення протягом більше десяти років.
Антигенний дрейф був причиною більш важких сезонів грипу в минулому, як спалах грипу H3N2 варіанту A / Fujian / 411/2002 в сезоні грипу 2003—2004 років. Усі віруси грипу відчувають певну форму антигенного дрейфу, але він найбільш виражений у вірусу грипу А.
Антигенний дрейф не слід плутати з антигенним зсувом, який стосується переасоціації сегментів генів вірусу. Крім того, він відрізняється від випадкового генетичного дрейфу, який є важливим механізмом в популяційній генетиці .

## Подальше читання
- Boni MF (July 2008). Vaccination and antigenic drift in influenza. Vaccine. 26 Suppl 3: C8—14. doi:10.1016/j.vaccine.2008.04.011. PMC 2603026. PMID 18773534.
- Gog JR (July 2008). The impact of evolutionary constraints on influenza dynamics. Vaccine. 26 Suppl 3: C15—24. doi:10.1016/j.vaccine.2008.04.008. PMID 18773528.